# Ericabatrachus baleensis
Ericabatrachus baleensis ist eine kleine, vom Aussterben bedrohte Froschart, die im südlichen äthiopischen Hochland in einem kleinen Gebiet in den Bale-Mountains endemisch vorkommt.

## Merkmale
Männchen erreichen eine Kopf-Rumpf-Länge von 19 bis 22 mm, Weibchen werden mit einer Länge von 23 bis 28 mm deutlich größer. Der Rücken ist rotbraun, dunkel graubraun, cremefarben, goldbraun, hell grasgrün, oliv oder schwärzlich und mehr oder weniger deutlich marmoriert. Brust und Hinterleib sind mit weißen Flecken deutlich gemustert, ähnliche Flecken in der Leistengegend sind leuchtend gelb. Die Pupille sind horizontal orientiert. Das Trommelfell ist fast vollständig verdeckt. Die Maxillare ist bezahnt, der Gaumen ist zahnlos. Finger- und Zehenspitzen sind etwas verbreitert und an ihren Enden auf der Dorsalfläche gegabelt. Die Enden der äußeren Finger- und Zehenknochen sind T-förmig. Schwimmhäute sind nicht vorhanden. Erwachsene Männchen besitzen gut ausgeprägte Drüsen an den Oberschenkeln.

## Lebensraum
Mit einer Ausnahme wurden alle für die Erstbeschreibung untersuchten Exemplare von Ericabatrachus baleensis in einem sehr kleinen Gebiet in der Umgebung eines Gebirgsbaches gesammelt, der durch einen mäßig dichten Wald in 3200 Metern Höhe fließt. Die dominierende Baumart ist die Baumheide (Erica arborea); außerdem kommt Hypericum revolutum, Rapanea simensis und der Kosobaum (Hagenia abyssinica) vor. Das Klima ist kalt und feucht. Die Regenzeit dauert von März bis Oktober. Ein einzelnes Exemplar wurde auf einer Höhe von 2400 Metern in einer Umgebung mit wärmeren und trockenerem Klima gefangen.

## Systematik
Die Typusexemplare der Froschart wurden im August 1986 während einer Expedition in die Bale-Mountains gesammelt. 2012 wurde sie durch den britischen Herpetologen Malcolm J. Largen erstmals wissenschaftlich beschrieben und dabei einer neuen, monotypischen Gattung zugeordnet. Die Artbezeichnung baleensis verweist auf die Terra typica in den Bale-Mountains. Largen nahm eine nahe Verwandtschaft mit den afrikanischen Gattungen Arthroleptides und Petropedetes aus der Familie Petropedetidae an und stellte die Art in diese Familie. Karen Siu-Ting und Mitautoren bestätigten 2014 die nahe Verwandtschaft mit der Gattung Petropedetes. 2021 führten die Herpetologen Alain Dubois, Annemarie Ohler und Alexander Pyron die monotypische Familie Ericabatrachidae für die Art ein, da es nur wenige Hinweise für eine nähere Verwandtschaft mit der Gattung Petropedetes gibt und die Stellung der Gattung Ericabatrachus in der Überfamilie Ranoidea weiterhin ungeklärt ist.

## Gefährdung
Die IUCN stuft Ericabatrachus baleensis als vom Aussterben bedroht ein. Hauptgrund ist das extrem kleine Verbreitungsgebiet, das auf weniger als 1 km² geschätzt wird.